# 발레 뤼스
발레 뤼스는 1909년 러시아인 흥행주인 세르게이 디아길레프가 세운 발레단이다. 처음에는 파리의 모갸도르 극장에 있다가, 뒤에 몬테카를로로 이동하였다. 모든 무용수가 협력하고 훈련받으며 위대한 안무가인 마리우스 프티파의 영향을 받았던 상트페테르부르크의 황제의 “황실 발레”에서 파생되었다. 이 발레단은 서유럽에서 큰 반향을 일으켰는데, 그 당시 프랑스 발레의 흐름와는 비교가 되는 러시아 발레의 큰 생동감 때문이었다. 발레 뤼스는 20세기 동안 가장 영향력있는 발레단이 되었고, 다른 형태로 지금까지 지속되었다.

## 발레단과 예술가들

### 무용수와 안무가
발레 뤼스와 연관된 무용수와 안무가는 다음과 같다.
- 조르주 발랑신(George Balanchine)
- 바슬라프 니진스키(Vaslav Nijinsky)
- 안나 파블로바(Anna Pavlova)
- 이다 루빈슈타인(Ida Rubinstein)
- 리디아 로포코바(Lydia Lopokova)
- 알리씨아 마르코바(Alicia Markova)
- 타마라 카르사비나(Tamara Karsavina)
- 미하일 포킨(Michel Fokine)
- Mathilde Kschessinska
- 세르주 리파르(Serge Lifar)
- 레오니드 마신(Léonide Massine)

### 작곡가
드뷔시, 라벨, 사티, 레스피기, 플랑크, 다리우스 미요, 리하르트 슈트라우스 등이 있다. 가장 유명한 사람은 이고르 스트라빈스키로, 그가 무명으로 작곡을 막 시작할 무렵 디아길레프에게 발굴되었다.

### 디자이너와 화가
- 레옹 박스트
- 알렉상드르 브누아
- 조르주 브라크
- 파블로 피카소
- 빌리빈
- 위트리요
- Pavel Tchelitchew

## 주요 작품

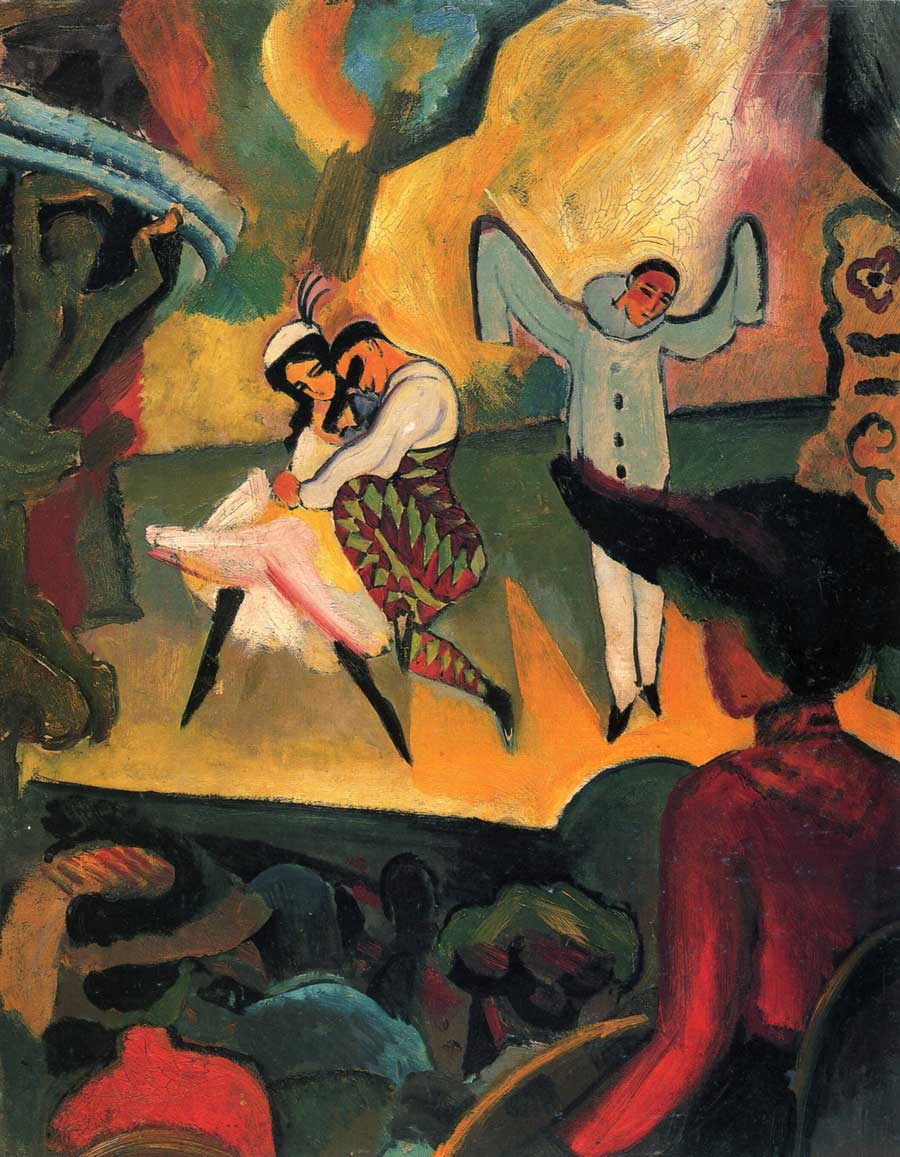
러시아 발레, 아우거스트 마케 (1912). 그림은 발레, "사육제" 공연으로 보인다

참조 내용: 분류:발레 뤼스 작품
| 연도 | 작품 이름                                                     | 작곡가                             | 안무가                         | 무대와 의상 디자인                                       |
| 1909 | 아르미드의 집                                                 | 니콜라이 체레프닌                  | 미하일 포킨                    | 알렉썽드르 브누아                                        |
| 1909 | 이고르 왕자                                                   | 알렉산더 보로딘                    | 미하일 포킨                    | 니콜라스 로에리치                                        |
| 1909 | 클레오파트라                                                  | 안톤 아렌스키                      | 미하일 포킨                    | 레옹 박스트                                              |
| 1910 | 불새                                                          | 이고르 스트라빈스키                | 미하일 포킨                    | 알렉산더 골로빈, 레옹 박스트                             |
| 1910 | 세헤라자데                                                    | 림스키-코르사코프                  | 미하일 포킨                    | 레옹 박스트                                              |
| 1910 | 사육제                                                        | 로베르트 슈만                      | 미하일 포킨                    | 레온 박스트                                              |
| 1911 | 페트르슈카                                                    | 이고르 스트라빈스키                | 미하일 포킨                    | 알렉썽드르 브누아                                        |
| 1911 | 장미의 정령                                                   | 칼-마리아 폰 베버                  | 미하일 포킨                    | 레옹 박스트                                              |
| 1912 | 목신의 오후                                                   | 끌로드 드뷔씨                      | 미하일 포킨, 바슬라프 니진스키 | 레옹 박스트, 오딜롱 르동                                 |
| 1912 | 다프니쓰와 끌로에                                             | 모리쓰 라벨                        | 미하일 포킨                    | 레옹 박스트                                              |
| 1912 | 푸른 신(神)                                                   | 레날도 한                          | 미하일 포킨                    | 레옹 박스트                                              |
| 1912 | Thamar                                                        | 밀리 발라키레프                    | 미하일 포킨                    | 레옹 박스트                                              |
| 1913 | 놀이                                                          | 끌로드 드뷔시                      | 바슬라프 니진스키              | 레옹 박스트                                              |
| 1913 | 봄의 제전                                                     | 이고르 스트라빈스키                | 바슬라프 니진스키              | 니콜라스 로에리치                                        |
| 1913 | 쌀로메의 비극                                                 | 플로렁 슈미트                      | 보리스 로마노프                | 세르게이 수데이킨                                        |
| 1914 | 조제프의 전설                                                 | 리하르트 슈트라우스                | 미하일 포킨                    | 레옹 박스트                                              |
| 1914 | 금계                                                          | 림스키-코르사코프                  | 미하일 포킨                    | 나탈리아 곤챠로바                                        |
| 1915 | 밤의 태양                                                     | 림스키-코르사코프                  | 레오니드 마씬                  | 미카일 라리오노프                                        |
| 1917 | 퍼레이드                                                      | 에릭 싸띠                          | 레오니드 마씬                  | 빠블로 삐까쏘                                            |
| 1919 | 환상적인 가게                                                 | 조아끼노 로씨니, 오토리노 레스삐기 | 레오니드 마씬                  | 앙그레 드랑                                              |
| 1919 | 삼각 모자 El Sombrero de Tres Picos (또는 불어로 Le Tricorne) | 마누엘 데 파야                     | 레오니드 마씬                  | 빠블로 삐까쏘                                            |
| 1920 | 밤꾀꼬리의 노래                                               | 이고르 스트라빈스키                | 레오니드 마씬                  | 엉리 마띠쓰                                              |
| 1920 | 뿔치넬라                                                      | 이고르 스트라빈스키                | 레오니드 마씬                  | 빠블로 삐까쏘                                            |
| 1921 | Chout                                                         | 세르게이 프로코피예프              | 미카일 라리오노프              | 미카일 라리오노프                                        |
| 1921 | 잠자는 숲속의 공주                                            | 차이콥스키                         | 마리우스 쁘띠빠                | 레옹 박스트                                              |
| 1922 | 여우                                                          | 이고르 스트라빈스키                | 브로니슬라바 니진스카          | 미카일 라리오노프                                        |
| 1923 | 결혼식                                                        | 이고르 스트라빈스키                | 브로니슬라바 니진스카          | 나탈리아 곤챠로바                                        |
| 1924 | 암사슴                                                        | 프렁씨쓰 뿔랑크                    | 브로니슬라바 니진스카          | 마리 로렁쌍                                              |
| 1924 | 짜증나는 것                                                   | 조르주 오릭                        | 브로니슬라바 니진스카          | 조르주 브라크                                            |
| 1924 | 푸른 열차                                                     | 다리우스 미요                      | 브로니슬라바 니진스카          | 로렌스 (무대), 꼬꼬 샤넬 (의상), 빠블로 삐까쏘 (fondali) |
| 1925 | 항해사들                                                      | 조르주 오릭                        | 레오니드 마씬                  | Pruna                                                    |
| 1926 | 상자속의 잭                                                   | 에릭 싸띠                          | 죠르쥬 발렁쉰                  | 앙그레 드랑                                              |
| 1927 | 암코양이                                                      | 엉리 쏘게                          | 죠르쥬 발렁쉰                  | Antoine Pevsner                                          |
| 1927 | 에르메쓰                                                      | 에릭 싸띠                          | 레오니드 마씬                  | 빠블로 삐까쏘                                            |
| 1927 | 강철의 춤 Pas d'acier                                         | 세르게이 프로코피예프              | 레오니드 마씬                  | George Jaculov                                           |
| 1928 | 뮤즈와 아폴론 (Appolon musagète)                              | 이고르 스트라빈스키                | 죠르쥬 발렁쉰                  | 보셩 (무대), 꼬꼬 샤넬 (의상)                            |
| 1929 | 탕아 (Le Fils prodigue)                                       | 세르게이 프로코피예프              | 죠르쥬 발렁쉰                  | 죠르쥬 루오 (Georges Rouault)                            |

## 디아길레프 시대의 마감
1929년 디아길레프가 사망한 후 발레단의 재산이 채권자들에게 넘어가자 무용수들은 뿔뿔이 흩어졌다. 디아길레프의 유산을 계승하기 위해서, 1932년 카자흐의 바질 대령과 몽떼 꺄를로 오페라 극장 지배인인 R. 블룸이 같은 이름을 딴 발레단인 발레 뤼스 드 몽떼 꺄를로를 조직하였다. 이 발레단은 주로 디아길레프 발레단의 레파토리를 공연하였다. 안무가로 죠르쥬 발렁쉰과 레오니드 마씬이, 무용수로는 알렉산드라 다닐로바, 타마라 토마노바, 데이비드 리친등이 주로 참여하였다.
운영상의 문제와 마씬과 바질의 불화로, 바질이 그 발레단에서 나와 원조 발레 뤼스를 창립하였다. 이 두 발레단은 공통된 레파토리를 가지고 있었고, 무용수들의 교류도 빈번하였다. 이 두 발레단의 전성기는 1940년대 중반까지였지만, 두 발레단의 경쟁은 미국의 발레 발전에 크게 이바지하였다. 몽떼 꺄를로 발레 뤼스는 1962년까지, 오리지널 발레 뤼스는 1952년까지 존속하였다.

## 같이 보기
- 세르게이 디아길레프
- 이고르 스트라빈스키
- 바슬라프 니진스키
- 몬테카를로 발레단
- 봄의 제전
- 예술 세계(Mir Iskusstva)
- 모갸도르 극장